# Karina Aznavoerjan
Karina Borisovna Aznavoerjan (Russisch: Карина Борисовна Азнавурян) (Bakoe, 20 september 1974) is een Russisch schermer.

## Carrière
Aznavoerjan won in 2000 en 2004 olympisch goud met het degen team en in 1996 brons
In 2003 werd zij wereldkampioen met het team.

## Resultaten

### Olympische Zomerspelen
| Jaar | Plaats  | Resultaten           |
| ---- | ------- | -------------------- |
| 1996 | Atlanta | 20e degen degen team |
| 2000 | Sydney  | 28e degen degen team |
| 2004 | Athene  | degen team           |

### Wereldkampioenschappen schermen
| Jaar | Plaats | Resultaten |
| ---- | ------ | ---------- |
| 2003 | Havana | degen team |

1996: Barlois, Flessel, Moressée-Pichot ·
2000: Aznavoerjan, Jermakova, Logoenova, Mazina ·
2004: Logoenova, Aznavoerjan, Jermakova, Sivkova ·
2012: Na, Xiaojuan, Yujie, Anqi ·
2016: Dinu, Gherman, Pop, Popescu ·
2020: Beljajeva, Embrich, Kirpu, Lehis ·
2024: Fiamingo, Navarria, Rizzi, Santuccio